# Nikolaus von Gützkow
Nikolaus von Gützkow († 1322) war ein Graf von Gützkow.

Wappen der Grafen Bernhard und (oder) Nikolaus von Gützkow in Stralsund von 1317

## Leben
Detlev Schwennicke gibt für Nikolaus die Jahresangabe 1304 an, was sich zumindest nicht anhand von im Pommerschen oder Mecklenburgischen Urkundenbuch abgedruckten Urkunden nachvollziehen lässt. 
Johannes Hoffmann wiederum, erkennt Graf Nikolaus zuerst in dem Urkundenzeuge und Domherrn zu Cammin, der als Nicolaus de Gutzecowe am 11. April 1308 auftrat, als Bischof Heinrich von Cammin dem Camminer Domkapitel verschiedene Besitzungen übertrug. Als dortiger Domherr trat dominus Nicolaus comes de Gutzecowe erneut am  2. Februar 1313, bzw. Nicolaus comes de Gutcecowe  am 3. Februar 1313 als Urkundenzeuge auf.
Am 23. Juni 1313 und am 25. Juni 1313 trat er als Urkundenzeuge in Altdamm bei Grundstücks- und Grenzangelegenheiten zwischen Herzog Otto I. von Pommern-Stettin und dem Kloster Gobelenhagen als Urkundenzeuge auf. Der Herzog bezeichnete ihn in beiden Urkunden als cognatus (Vetter).
Dennoch stellte sich Nikolaus 1315 gemeinsam mit seinem Verwandten Graf Bernhard von Gützkow im Norddeutschen Markgrafenkrieg auf der Seite Witzlaws von Rügen und gehörte auch 1317 zu den Unterzeichnern des Friedens von Templin. Beim Friedensschluss waren die beiden Grafen Parteigänger Erichs von Dänemark.
Trotz dieser zurückliegenden Opposition der Grafen von Gützkow gegenüber ihren Lehnsherren herrschte nach dem Friedensschluss bald schon desto größere Eintracht mit dem Herzoghaus. Gleich drei Mal trat Nikolaus als Urkundenzeuge für Wartislaw IV. von Pommern-Wolgast im Juni 1319 auf, wobei es Schutzbündnisse unter anderem mit Greifswald und Anklam gegen seinen Bruder Herzog Otto I. ging, der zum Markgrafen Waldemar von Brandenburg geflohen war.
Am 5. Dezember 1319 wurde Nikolaus sogar durch Herzog Wartislaw IV. anlässlich eines Landfriedensbündnis mit Greifswald, Demmin und Anklam für das Land zwischen Swine und Peene und die Grafschaft Gützkow zum Oberrichter eines Landgerichts gegen Straßenräuber im Peenegebiet ernannt. Wieder wurde Nikolaus bei dieser Gelegenheit vom Herzog als Vetter bezeichnet.
Am 21. April 1320 überließen die Grafen Johann, Nikolaus und Johann von Gützkow Angehörigen der Greifswalder Bürgerfamilie von Krebsow, für 640 Mark Wendisch die Hälfte des Dorfes Hanshagen, nebst den beiden Untermühlen, 15 Landhufen und einige Katen als Deckung der Schuld ihres kürzlich verstorbenen Vetters Graf Bernhard von Gützkow.
Zwei weitere Urkunden wurden im Jahre 1320 von den Grafen Nikolaus und Johann von Gützkow wegen Landüberweisungen zu Weitenhagen und Dietrichshagen an das Kloster Eldena ausgestellt bzw. bezeugt.
Zur familiären Einbindung besteht in der Forschungsauffassung wenig Einigkeit. Zunächst wurde Nikolaus als Sohn Jaczos III. und einer Werleschen Fürstin, Enkelin Nikolaus von Werle, nach welchem er seinen Namen erhalten haben soll, angesehen. Demnach soll er gleichzeitig ein Bruder Bernhards sein.  Mindestens letzteres wird durch die Urkunde vom 21. April 1320 (s. o.) widerlegt. Hoffmann schlägt ihn dann vordergründig als Sohn des Jaczo II. und der Cecislawa von Putbus, Bruder des Jaczo III. und Onkel des Bernhard vor. Gleichzeitig räumt er jedoch ein, dass Nikolaus auch einer anderen Linie der Grafen angehören könne. Auch für diese Annahme ließen sich angesichts der wenigen Quellen Indizien finden. So ist denn auch nicht verwunderlich, dass Nikolaus zuletzt auch als Sohn des Konrad von Gützkow und einer Tochter des Fürsten Nikolaus von Werle, sowie Vetter des Jaczo II. ausgewiesen wurde. Eine Ehefrau oder hinterlassene Kinder des Nikolaus sind nicht bekannt.
Im Jahre 1322 ist Nikolaus verstorben, zumindest darin stimmen die befassten Historiker überein.